# Labyrinthulida
Labyrinthulida  L.S. Olive ex Caval.-Sm. – rząd organizmów grzybopodobnych zaliczany do królestwa Chromista (grzybopływki).

## Systematyka
Pozycja w klasyfikacji według Index Fungorum: Labirynthilida, Labyrinthulea, Incertae sedis, Bigyra, Chromista.
Według aktualizowanej klasyfikacji Index Fungorum bazującej na Dictionary of the Fungi rząd Labyrinthulidae to takson monotypowy z jedną tylko rodziną:
- rodzina Labyrinthulaceae Cienk. 1867
  - rodzaj Labyrinthomyxa Duboscq 1921
  - rodzaj Labyrinthula Cienk. 1867
  - rodzaj Labyrinthulochytrium Hassett 2018
  - rodzaj Phycophthorum Hassett 2020